# Yacine Ouabed
 (novembre 2021).
Yacine Ouabed (né le 27 mars 1967 à Soustara) est un poète et parolier algérien, membre de l'ONDA.

## Biographie
Yacine Ouabed naît le 27 mars 1967 à Soustara (Casbah d'Alger), où il grandit.
Il contribue à l'animation d'une émission radiophonique sur la chaîne 3 qahwa wellatay (« caféthé ») aux côtés de Sidali Dris.
Edenya est son premier poème chanté par Kamel Messaoudi.

## Œuvres
- Poésie contemporaine Casbah Éditions[2]